# Чемпионат Австралии по регби
Национальный регбийный чемпионат (англ. National Rugby Championship, коммерческое название Buildcorp National Rugby Championship) — ежегодный регбийный турнир, проводящийся среди команд из Австралии и Фиджи. Соревнование было анонсировано в декабре 2013 года и управляется Австралийским регбийным союзом. Чемпионат проходит с августа по ноябрь, сразу после завершения сезона Супер Регби.

## Создание
Австралийский регбийный союз объявил о создании нового внутреннего чемпионата в 2013 году, согласно планам планировалось организовать турнир, схожий с новозеландским Кубком Mitre 10 и южноафриканским Кубком Карри. Союз объявил тендер на участие в первом сезоне чемпионата и из 11 заявок были одобрены 9, свои команды получили Австралийская столичная территория, Виктория, Западная Австралия, Квинсленд и Новый Южный Уэльс.
Национальный чемпионат является наследником Австралийского регбийного чемпионата, проводившегося всего один сезон в 2007 году и расформированного по финансовым соображениям.

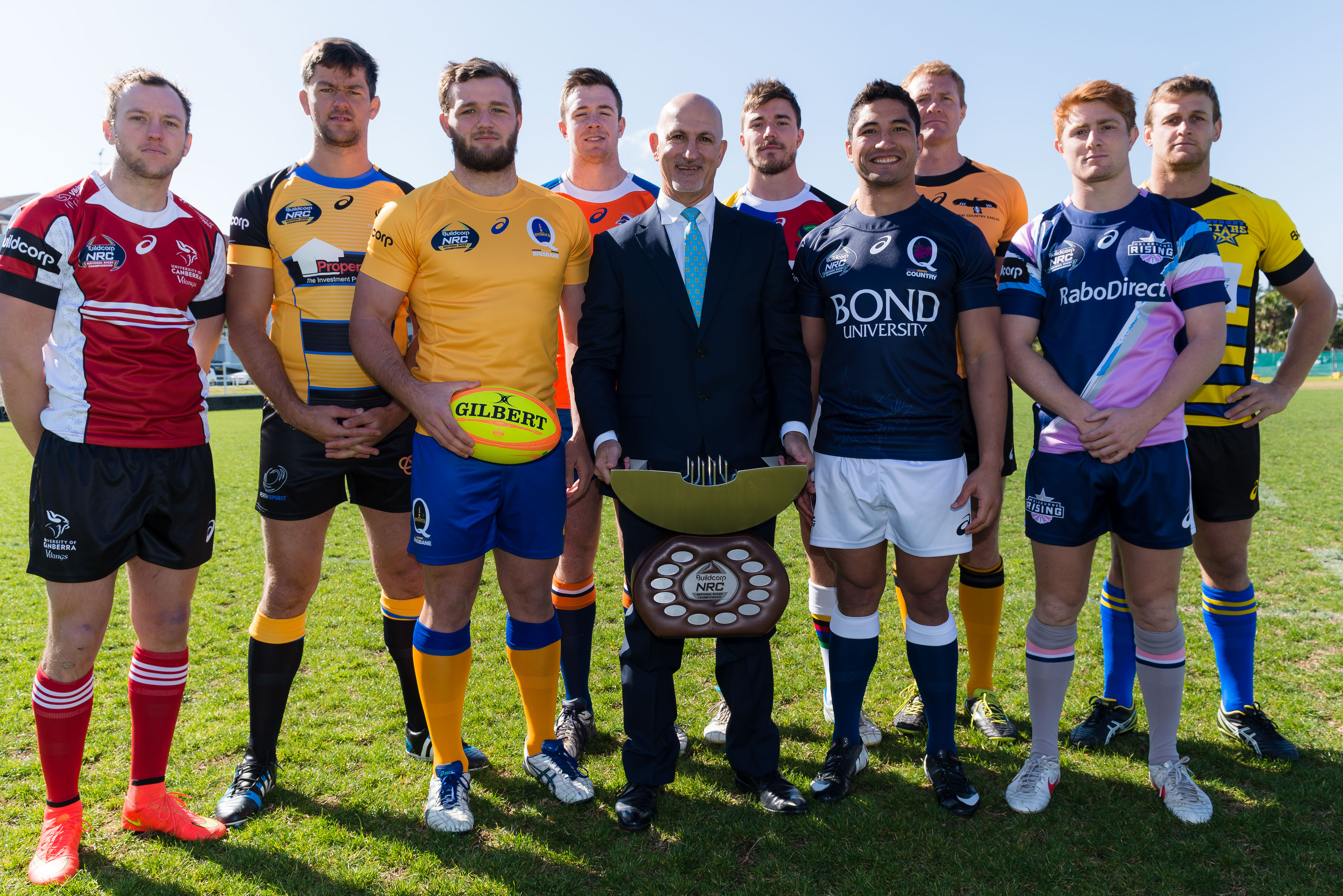
Глава Buildcorp Тони Суккар с чемпионским кубком в окружении представителей всех клубов

## Формат соревнования и команды
В соревновании участвуют восемь австралийских команд, которые с апреля по середину октября играют по однокруговой системе, по четыре матча дома и в гостях. После регулярной части чемпионата четыре команды, занявшие первые места в турнирной таблице, получают права играть в полуфиналах. Победители полуфиналов проходят в финал турнира.
Перед началом сезона 2015 года был также представлен Трофей Хорана-Литтла, который является австралийским аналогом Трофея Рэнфёрли. Первым владельцем трофея стал победитель клуб «Мельбурн Райзинг», который не проиграл ни одного матча в 2014 году. Право обладания трофеем передаётся другой команде в том случае, если клуб-владелец проиграл свой домашний матч.
После завершения сезона 2015 года стало известно об отказе Австралийского регбийного союза продлевать лицензию клуба «Сидней Старз». Руководство союза посчитало, что четырех клубов из Нового Южного Уэльса слишком много, чтобы снабжать их талантливыми игроками. В связи с этим клуб был расформирован, а районы штата, из которых «Старз» набирали игроков, были распределены между «Уэстерн Сидней Рэмс» и «Сидней Рэйс»

### Команды
| Команда               | Город              | Стадион                                           | Вместимость  | Франшиза Супер Регби |
| --------------------- | ------------------ | ------------------------------------------------- | ------------ | -------------------- |
| «Брисбен Сити»        | Брисбен            | «Бэллимор»                                        | 18 000       | «Квинсленд Редс»     |
| «Канберра Вайкингс»   | Канберра           | «Вайкинг-парк»                                    | 10 000       | «Брамбиз»            |
| «Кантри Иглз»         | Новый Южный Уэльс* | «Эндевор Овал» «Мэгпайс Рагби Парк» «Скалли Парк» | 3 000 11 000 | —                    |
| «Квинсленд Кантри»    | Квинсленд**        | Университет Бонда «Клайв Бергофер Стэдиум»        | 5 000 9 000  | «Квинсленд Редс»     |
| «Мельбурн Райзинг»    | Мельбурн           | «Холмсглен Резерв» «Фрэнкстон Парк»               | 3 000 8 000  | «Мельбурн Ребелс»    |
| «Сидней Рэйс»         | Сидней             | «Норт-Сидней Овал» «Питтуотер Парк»               | 10 000       | —                    |
| «Перт Спирит»         | Перт               | «Спортс Парк»                                     | 4 000        | «Уэстерн Форс»       |
| «Уэстерн Сидней Рэмс» | Сидней             | «Конкорд Овал»                                    | 20 000       | —                    |
| «Фиджи Уорриорз»      | города Фиджи       | —                                                 | —            | —                    |

* У «Кантри Иглз» нет какого-либо конкретного города и стадиона базирования, команда может играть везде кроме Сиднея.

** У «Квинсленд Кантри» нет какого-либо конкретного города и стадиона базирования, команда может играть везде кроме Брисбена.

## Спонсоры
Титульным спонсором турнира является строительная компания Buildcorp. Кроме того, спонсорские контракты заключены также с Allianz, InterContinental Hotels Group и Qantas. Японская компания ASICS занимается поставкой регбийной формы для клубов, а Gilbert — официальный поставщик мячей и другого игрового инвентаря.
Официальный информационный партнёр чемпионата — телевизионная компания Foxtel, которая транслирует матчи турнира через свою сеть спортивных каналов Fox Sports.

## Победители
| Год  | Число Клубов |                | Финал | Финал               | Финал              |                  | Проигравшие в полуфинале | Проигравшие в полуфинале |
| Год  | Число Клубов | Победитель     | Счёт  | Финалист            | 1-й полуфиналист   | 2-й полуфиналист |                          |                          |
| 2014 | 9            | «Брисбен Сити» | 37:26 | «Перт Спирит»       | «Мельбурн Райзинг» | «Кантри Иглз»    |                          |                          |
| 2015 | 9            | «Брисбен Сити» | 21:10 | «Канберра Вайкингс» | «Мельбурн Райзинг» | «Сидней Старз»   |                          |                          |
| 2016 | 9            | «Перт Спирит»  | 20:16 | «Кантри Иглз»       | «Мельбурн Райзинг» | «Сидней Рэйс»    |                          |                          |